# Sabail FK
Səbail Futbol Klubu, är en azerbajdzjansk fotbollsklubb i Baku. För närvarande spelar klubben i Azerbajdzjans Premjer Liqasy.

## Placering tidigare säsonger
| Säsong    | Nivå | Liga           | Placering | Referens | Notering                       |
| --------- | ---- | -------------- | --------- | -------- | ------------------------------ |
| 2016/2017 | 2    | 1. Liqasy      | 2         | [ 1 ]    | Uppflyttad till Premjer Liqasy |
| 2017/2018 | 1    | Premjer Liqasy | 7         | [ 2 ]    |                                |
| 2018/2019 | 1    | Premjer Liqasy | 3         | [ 3 ]    |                                |
| 2019/2020 | 1    | Premjer Liqasy | 7         | [ 4 ]    |                                |
| 2020/2021 | 1    | Premjer Liqasy | 8         | [ 5 ]    |                                |
| 2021/2022 | 1    | Premjer Liqasy | 8         | [ 6 ]    |                                |
| 2022/2023 | 1    | Premjer Liqasy | 9         | [ 7 ]    |                                |